# Radu Roseti
Radu Roseti (franc. Rodolf Roseti; 14. septembar 1853 – 12. februar 1926) bio je moldavski, kasnije rumunski političar, istoričar i romanopisac, otac generala Radua R. Rosetija i istaknuti član porodice Roseti. Od početka je bio u tradicionalističkom konzervatizmu, usvojio je progresivne agrarne stavove i eksperimentisao sa modernizacijom svog imanja u Kajuci. Moldavski regionalista koji je sedeo na levoj strani Konzervativne partije, manje-više je formalno sarađivao sa nacionalno-liberalnom opozicijom tokom njegovog mandata kao prefekt u Romanu, Braili i Bakau. Služio je dva mandata u Skupštini poslanika i bio kratko zaposlen kao generalni direktor zatvora. Shodno tome, Roseti je usvojio anti-elitistički i reformistički diskurs. Time se suprotstavio glavnim konzervativcima Nikole Filipesku i Titu Maioresku, ali ga je zaštitio Lascar Katargiu, a kasnije Petre R. Karp.
Roseti je finansijski uništen zbog loših ulaganja u trgovinu žitaricama, a od 1898. povukao se na sekundarne poslove u Ministarstvu spoljnih poslova. Iako nije imao zvaničnu obuku, bio je značajni poliglota i postigao svoju slavu kao naučnik i društveni kritičar. Njegova rana istraživanja fokusirala su se na pravnu i društvenu istoriju Moldavije, ali su kasnije preuzela više politički podstaknutih tema. Blagi antisemit i protivnik jevrejske emancipacije, Roseti se okrenuo kritikovanju sopstvene klase i manorijalizma, konstruišući uticajnu paradigmu u progresivnoj istoriografiji. Došao je u redove levičarskog poporanizma do 1906. godine i predložio radikalnu zemljišnu reformu i predvideo pobunu seljaka 1907. godine.
U ranim fazama Prvog svetskog rata, dok je Rumunija održavala neutralnost, Roseti je vodio kampanju u korist Centralnih sila. Savetovao je protiv bilo kakvog saveza sa Ruskim carsvom, plašeći se pan-slavizma i podržavajući prava Rumunije na Besarabiju. Bio je razočaran kada je zemlja stala na stranu Rusije i ostao je u Bukureštu kada je Rumunija okupirana od strane Centralnih sila. Sa Karpom i drugim konzervativcima organizovao je kolaboracionističku birokratiju i služio je kao ephor civilnih bolnica. Ovi izbori potpuno su se razlikovali od izbora njegovog sina, koji je postao ratni heroj. Ujedinivši se sa njim u posleratnoj Velikoj Rumuniji, Roseti je nastavio svoju književnu karijeru, dobijajući pohvale za svoje završne radove kao pisac memoara i vešt pripovedač. Jedna od njegovih „Moldavskih priča” adaptirana je za ekran od strane njegovog zeta, Viktora Beldimana.

## Biografija

### Mladost i rane pripadnosti
Rođen u Jašiju, Radu je bio deo boljarske porodice Roseti, kojoj je pripadao i Antonije Ruset, koji je bio princ Moldavije od 1675. godine do 1678. Nasuprot porodičnoj legendi, on nije poticao direktno od princa Antonija, vec Antonijevog brata, Kupara Konstantina. Pradeda ovog naučnika bio je Laskarake Ruset (1762-1838). Njegova karijera je dostigla vrhunac tokom ruske invazije 1806. godine, kada se, prema Ivanu Liprandiju, pokazao kao „jedinstven, ali pošten i voljen od strane svih”.
Rozijetijev otac, upravnik Radukanu Ruset Mlađi, studirao je filozofiju u Minhenu. Njegova majka Agle, Rusetova druga supruga, bila je kći Grigora Aleksandra Ghica. Poznata po svojoj lepoti, školovala se za umetnika u Beču i po povratku, postala je vatreni rumunski nacionalista. Njen suprug, iako generalno konzervativan, osecao je soldarnost sa svojim zemljoradnicima i tražio ukidanje kuluka. 1847. godine držao se boljarskog projekta za stvaranje komercijalne banke.
Porodica je bila u vlasništvu velikog imanja Kajuci, nedaleko od banje Slanik-Moldavija, koja je bila Raduov dom i dom njegove braće i sestara. Iako mu je rumunski bio maternji jezik, Radu je naučio grčki od svoje bake sa očeve strane. Kasnije je naučio da tečno govori francuski (njegov omiljeni jezik izražavanja), engleski, nemački, italijanski i španski, stekao je određeno znanje latinskog jezika, a od 1888. i staroslovenskog jezika. Studirao je u Jašiju, Ženevi, Tuluzu (gde je završio srednju školu) i Parizu, a njegova jedina diploma bila je diploma Bacalaureat. Tokom svog boravka u Švajcarskoj, indirektno je bio svedok pada Francuske, predajom Armije de l'Est; tada je postao veoma zainteresovan za konzervativnu i legitimisticku politiku, švercujući oružje u Navaru tokom Trećeg karlističkog rata.
Po povratku kući ublažio je svoj reakcionarski stav. Kao što je Radu Mlađi primetio, njegov otac je postao „progresivni konzervativac” koji se divio „državnom socijalizmu”. Protiv tradicionalista i elitista kao što su oni iz škole Junimea, Radu Stariji je navodno verovao da je boljarska privilegija bila prokletstvo i insistirao da bi i aristokrate trebalo da zarađuju za život. Dok je podržao spajanje Moldavije sa susednom Vlaškom u ujedinjenje kneževine (iz 1881. Kraljevine Rumunije), zadržao je konzervativnu nenaklonost prema Vlasima, posmatrajući Moldavce kao strukturalno superiornije.
Radu je nasledio Kajuci nakon Radukanuove smrti u junu 1872, koristio je šume za lov, a uglavnom je lovio jašući konja. Bio je domaćin važnim ličnostima u rumunskom javnom životu, tako je „obradio” i članove Nacionalne liberalne stranke, kao i opozicione konzervativne partije. Žrtvujući svoje snove o tome da postane inženjer kako bi nadgledao svoje nasleđe, Roseti se nadao da ce modernizovati Kajuci tokom tranzicije od manorijalizma do punog kapitalizma. U nemogucnosti da prilagodi svoj način života, na kraju je podlegao pritiscima tržišta.